# David McCourt
David McCourt es un empresario irlandés-estadounidense con experiencia en los sectores de las telecomunicaciones y la televisión por cable. Fue uno de los primeros en contribuir al desarrollo de las redes de fibra transatlánticas y ha fundado o comprado más de 20 empresas en nueve países.

## Educación y vida tempranas
McCourt creció en Boston, Massachusetts. Se graduó en la Universidad de Georgetown. Tras su graduación, trabajó durante 18 meses como asesor en materia de libertad de información en un barrio de Washington, D.C.
Después de trabajar con el funcionario encargado de la libertad de información en Washington, D.C., McCourt fundó su primera empresa, McCourt Cable Systems, que operaba como diseñador y constructor de redes de cable. La empresa creció hasta convertirse en el mayor diseñador y constructor privado de sistemas de cable de Estados Unidos. Esta empresa le llevó a crear la primera red telefónica competitiva de América, Corporate Communications Network. Esta empresa se fusionó con Metropolitan Fiber Systems (MFS) creando MFS McCourt. Posteriormente, MFS se vendió por 14.300 millones de dólares a MCI Worldcom.
En 1985, McCourt construyó la primera estación de televisión independiente en la Isla del Caribe de Granada, televisión de Descubrimiento.
La siguiente aventura de McCourt fue la colaboración con la empresa de ingeniería y construcción Peter Kiewit Sons, Inc. De esta asociación surgió McCourt Kiewit International, con sede en Londres, que se convirtió en el mayor diseñador y constructor de redes residenciales de televisión y telefonía por cable de Europa.
McCourt fue el responsable de traer a México el primer panorama competitivo de telefonía y televisión. También hizo que los tiempos de espera tradicionales para los teléfonos fijos bajaran de un año a menos de treinta días .
En 1993, adquirió el control de una empresa que cotizaba en bolsa, C-TEC Corporation. Pasó cuatro años vendiendo filiales para hacer crecer el negocio. En 1997, McCourt dividió C-TEC en tres empresas que cotizaban en bolsa: RCN Corporation, Cable Michigan, Inc. y Commonwealth Telephone Enterprises, Inc. y fue director general de todas ellas.
McCourt fue director general y presidente de RCN Corporation hasta su quiebra en 2004, tras 23 pérdidas trimestrales consecutivas y 4.000 millones de dólares de pérdidas totales.
Más tarde, McCourt se dedicó a la televisión y al cine, asumiendo diversos papeles de producción. En 2005, ganó un Emmy por la serie Reading Rainbow, un programa infantil de larga duración que fomenta la lectura. McCourt también produjo Miracle's Boys, dirigida por Spike Lee, en la nueva cadena para adolescentes de Nickelodeon. Fue productor ejecutivo de la serie documental de diez partes "What's Going On?", que documentaba el impacto de los conflictos globales en los niños de todo el mundo.
En 2013, como presidente y consejero delegado de la empresa de inversiones Granahan McCourt, McCourt lideró un consorcio de empresas que incluía a Oak Hill Advisers, así como a la familia de Walter Scott Jr. para adquirir la empresa irlandesa de fibra, Enet. Su red es utilizada por más de 70 operadores de telecomunicaciones que proporcionan banda ancha a millones de personas en toda Irlanda. McCourt adquirió otro operador de telecomunicaciones irlandés, Airspeed Telecom, en 2014 por una cantidad no revelada. En ese momento, McCourt y sus socios habían invertido más de 100 millones de euros en operaciones irlandesas.
Granahan McCourt tomó una participación mayoritaria en la empresa de vídeo por Internet Narrowstep Inc en 2006. McCourt se convirtió en presidente y consejero delegado y dirigió una financiación de capital de 10,5 millones de dólares para la empresa en 2007.
En 2016, McCourt anunció la primera asociación público-privada (APP) en el Reino de Arabia Saudí tras los planes de reforma de Visión 2030 esbozados por el príncipe heredero Mohammed bin Salman, con el fin de abrir oportunidades para la inversión extranjera. A través de su propiedad de Skyware Technologies, McCourt también gestiona instalaciones de fabricación mundiales en territorios clave como China, donde ha establecido múltiples asociaciones estratégicas.
McCourt ha lanzado varias plataformas tecnológicas digitales y es el socio tecnológico de la plataforma de contenidos deportivos Dugout. En junio de 2016, McCourt lanzó ALTV.com, una plataforma de televisión digital. Sus inversiones también incluyen una aplicación telefónica llamada Findyr, una invención tecnológica de crowdsourcing.
Como propietario y presidente de National Broadband Ireland, en noviembre de 2019, McCourt firmó contratos con el Gobierno irlandés para llevar a cabo el Plan Nacional de Banda Ancha del país, de 5.000 millones de euros. A nivel mundial, esta será la mayor inversión jamás realizada en infraestructuras de telecomunicaciones por la intervención del Gobierno para revitalizar las comunidades rurales y detener la creación de la brecha socioeconómica. Es la mayor inversión en Irlanda desde la electrificación rural.
McCourt es autor del libro 'Total Rethink: Why Entrepreneurs Should Act Like Revolutionaries', publicado por k. El libro se convirtió en un best-seller del Wall Street Journal en 2019. McCourt también ha sido un comentarista habitual proporcionando editoriales a periódicos internacionales como el Financial Times y el Wall Street Journal.

## Premios y honores
- Ganó un premio Emmy por la serie infantil Reading Rainbow[29]
- Primer premio de Presidente Ronald Reagan.[30]
- Primer ‘Economista en Residencia' en la Universidad de California Del sur (USC) Annenberg Escuela para Comunicación y Periodismo.[31]
- Seleccionado como "Entrepreneur del Año" por Ernst & Young LLP.[32]
- Nombrado "Superior Entrepreneur" por el Harvard Club Escolar Empresarial de Nueva York.[33]
- Medalla de oro ganado de la Sociedad Histórica irlandesa americana.[34]
- Recibido un premio para Excepcional Alumni Entrepreneur de Georgetown Universidad.[35]
- Nombrado el Ejecutivo inaugural en Residencia para Entrepreneurial Economía e Innovación de Georgetown Universidad.[36]
- Recibido la Fundación de Ciencia Irlanda medalla anual para contribución excepcional a tecnología e innovación.[37]